# Хаорі

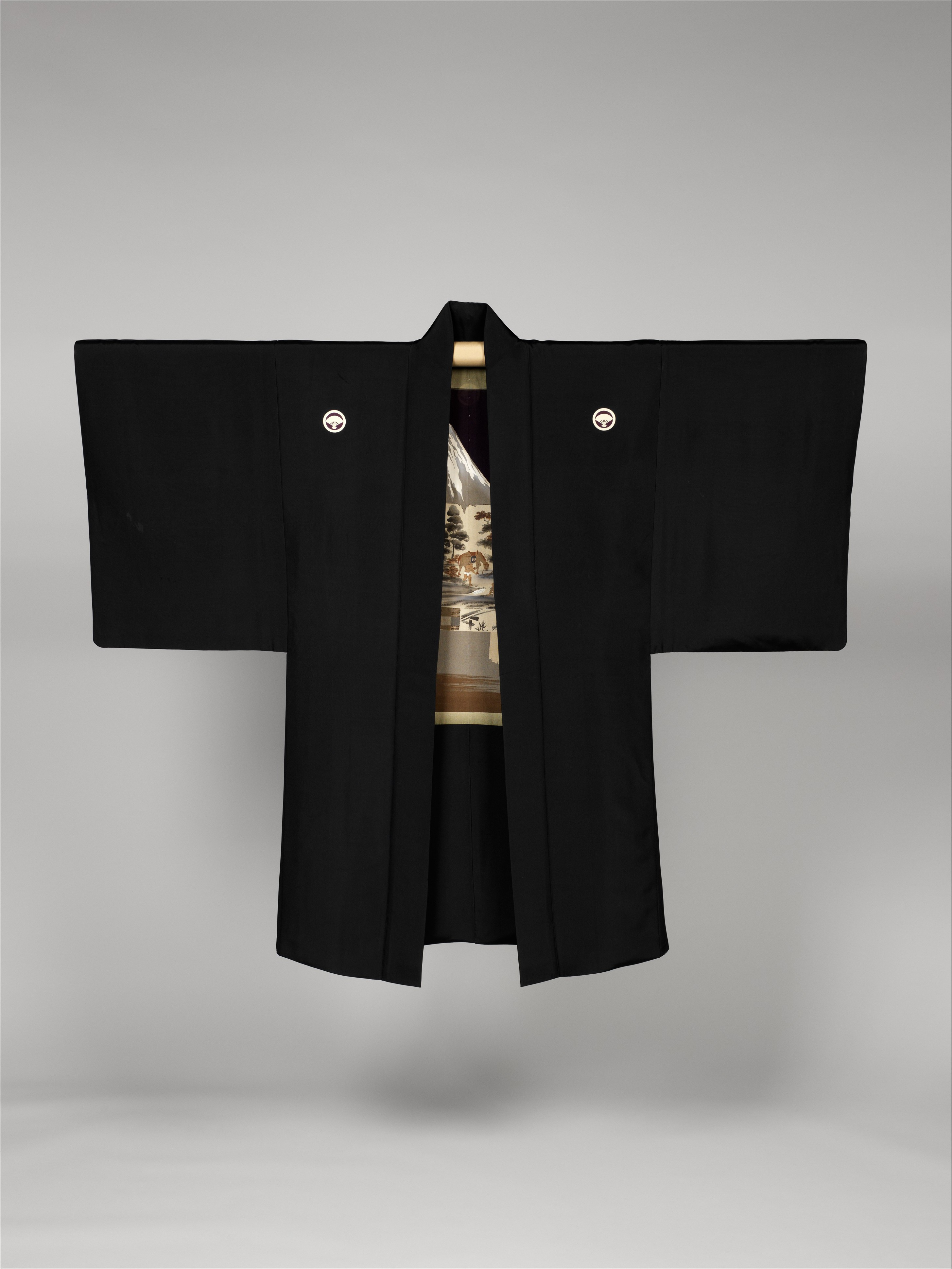
Хаорі

Хаорі (яп. 羽織) — японський традиційний жіночий та чоловічий одяг типу кардигана (на відміну від верхнього одягу його не потрібно знімати в приміщенні), що вдягається поверх кімоно заради теплоти. Є невід'ємною частиною найформальнішого чоловічого костюма монцукі-хаорі-хакама, який входить у комплекс рейфуку. За формою та покровом жіноче і чоловіче хаорі є такими самим, відрізняючись незшитими проймами та рукавами в області пахви.

## Історія
У період Камакура виникає форма одягу, яка схожа на сучасне хаорі — джюттоку. Такі накидки спочатку використовували самураї-високопосадовці, а пізніше їх носили лікарі, ченці, майстри чайної церемонії. Перше свідчення назви хаорі зустрічається у назві самурайської накидки джін-баорі, яка з'явилась у період Адзучі—Момояма, яке призначене заради тепла. За своєю основою це схоже на яскраво оздоблений жилет. При цьому цю накидку почали використовувати поверх хакама з кімоно. Сама ж формальність нижча, аніж камісімо, при цьому вона набуває повсякденних рис. Хаорі як суто чоловічий одяг, з'являється у період Едо. Жіноче хаорі починають носити деякі гейші з регіону Фукугава, завдяки чому вони стають відомими як хаорі-гейша. Звичай носити хаорі з'являється у гейш до періоду Мейджі. Доба Мейджі наслідує хаорі як класичний для чоловіків.

## Чоловіче хаорі
Чоловіче хаорі особливо тим, що руками пришиваються до основних панелей за прямим кутом. При цьому вони не мають отвору міяцукучі. У класичному варіанті мають отвір частково зашитого рукава содегучі. Чоловіче хаорі є довшим, ніж жіноче хаорі. Малюнки на зовнішній стороні відсутні, на підкладці присутній розпис.

## Жіноче хаорі
Жіноче хаорі своїм кроєм рукава нагадує жіноче кімоно, тобто, окрім содегучі, має отвір міяцукучі. Внутрішня частина рукава не піддається зшиванню, тому з неї виглядають шари кімоно. З боків між панелями мае-мігоро та ушіро-мігоро присутні вузькі вставки тканини, завдяки яким уміщається під хаорі об'ємний вузол жіночого кімоно. У жіночого хаорі багато варіантів забарвлення. на відміну від чоловічого, жіноче хаорі більш розписане зовні, підкладка зсередини зроблена з однотонного шовку рінцу, або має малюнок, який повторюється — комон.

## Сучасність
Для сучасної Японії хаорі — звичайний одяг акторів традиційного театру Японії всіх видів . Хаорі носять виконавці традиційної музики Японії, де є використання символіки фірми-спонсору чи музичного клубу. Хаорі чорного кольору з гербами носить наречений, хлопці на святкуванні Сіті-го-сан, та на традиційних поховальних культах японців. Хаорі поширене у колах японської діаспори .

## Різновиди хаорі
Нага-баорі — жіноче довге хаорі.
Куромонцукі-хаорі — однотонні чорні хаорі з монами.
Е-баорі — хаорі з розписом на спині.
Фурісоде-хаорі — хаорі, які мають довгі рукава.
Такі хаорі — хаорі неодружених дівчат.

## Галерея

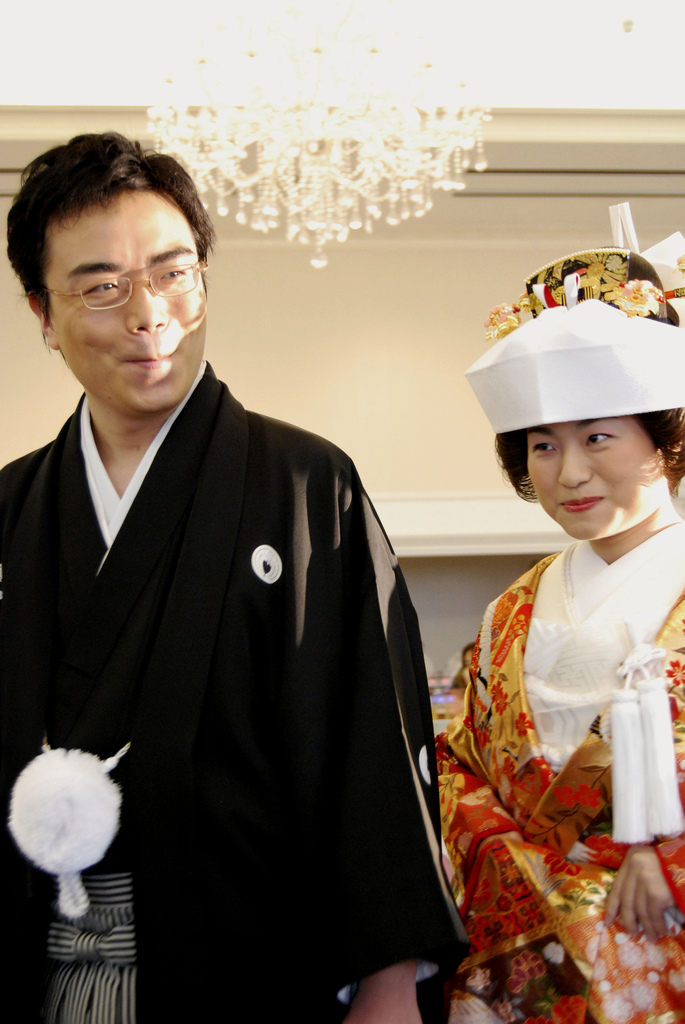
Японські молодята. Наречений вдягнутий у чорне хаорі
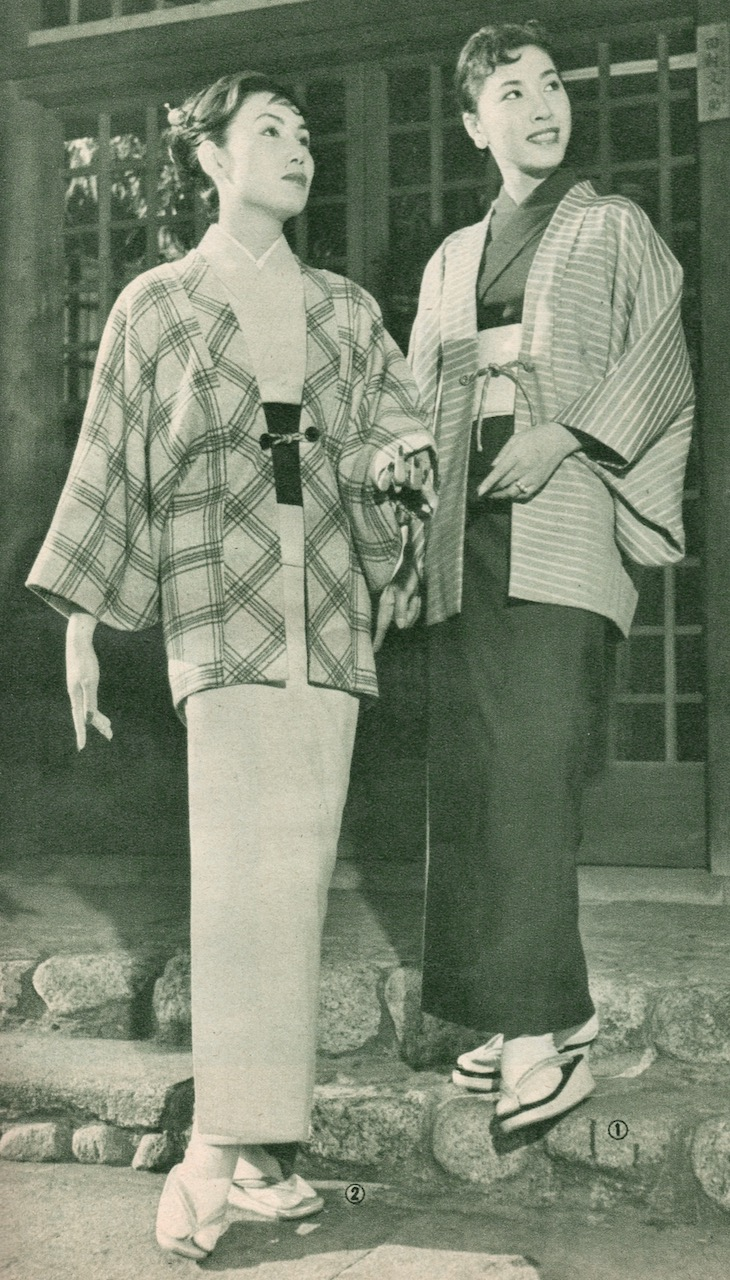
Японські дівчата в хаорі. 1957 р.
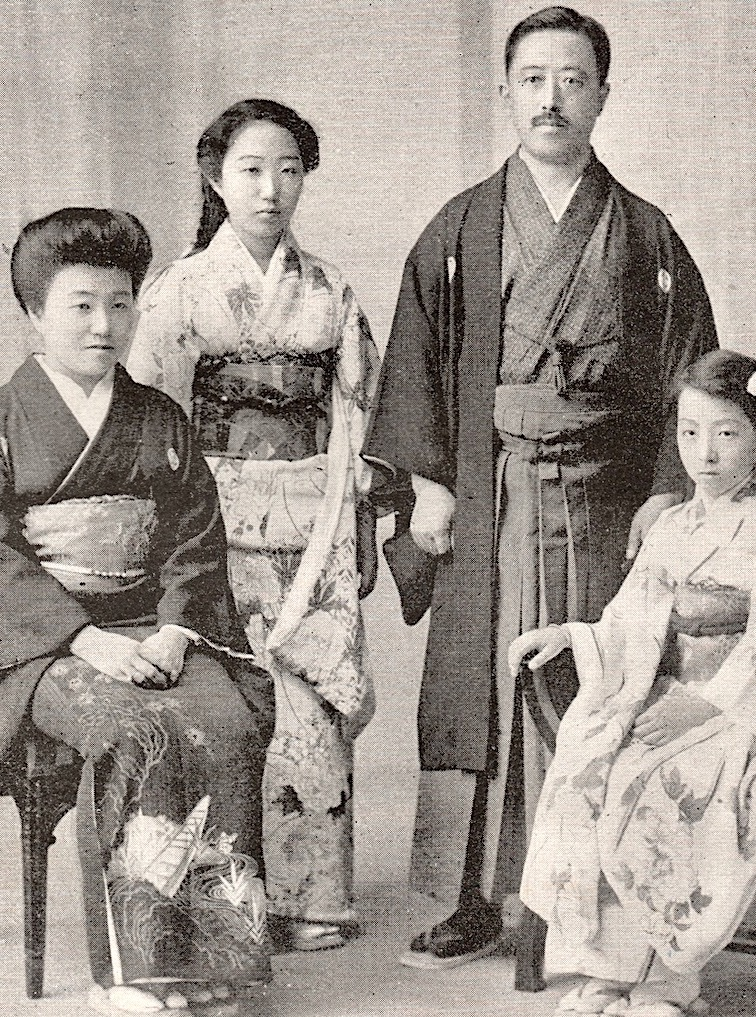
Портрет японської сім'ї вищого класу 1920 р.